# Tadeusz Zarzycki
Tadeusz Zarzycki (ur. 15 października 1898 w Chorzelowie, zm. 2 maja 1946 w Perth) – podpułkownik piechoty Wojska Polskiego, kawaler Orderu Virtuti Militari.

## Życiorys
Tadeusz Zarzycki urodził się 15 października 1898 roku w Chorzelowie, w ówczesnym powiecie mieleckim Królestwa Galicji i Lodomerii. Od sierpnia 1914 roku służył w Legionach Polskich. Początkowo w 1 pułku piechoty, a następnie w 2 pułku piechoty. Został ranny pod Łowczówkiem 24 grudnia 1914 roku, a po wyleczeniu przydzielono go do 7 kompanii 5 pułku piechoty. W Polskim Korpusie Posiłkowym służył po kryzysie przysięgowym i działał w tym czasie w Polskiej Organizacji Wojskowej.
W listopadzie 1918 roku w Przasnyszu na czele oddziału ochotniczego brał udział w rozbrajaniu Niemców. Po sformowaniu kompanii ochotniczej, jako podchorąży został wcielony do 32 Ciechanowskiego pułku piechoty, z którym brał udział w walkach polsko–bolszewickich. W rejonie miejscowości Stepań nad Horyniem w dniu 12 sierpnia 1919 roku dowodził plutonem z którym pod ogniem artylerii i ckm zaatakował bolszewików i w walce wręcz zdobył most, odcinając odwrót nieprzyjacielowi. Wyróżnił się również w walkach pod Włodzimierzem Wołyńskim i Kowlem. Za udział w walkach odznaczony został 11 listopada 1921 roku Orderem Virtuti Militari i 26 czerwca 1921 roku Krzyżem Walecznych. 30 lipca 1920 roku został mianowany z dniem 1 sierpnia 1920 roku podporucznikiem w piechocie z byłych Legionów Polskich, „z zaliczeniem do Rezerwy armii i równoczesnym powołaniem do służby czynnej na czas wojny, aż do demobilizacji”. Od stycznia 1921 roku w 32 pułku piechoty w Modlinie był na stanowiskach: adiutant batalionu sztabowego, adiutant II batalionu, później m.in. referent mobilizacyjny i oficer materiałowy. 1 grudnia 1924 roku awansował na kapitana ze starszeństwem z dniem 15 sierpnia 1924 roku i 399. lokatą w korpusie oficerów piechoty.
Przeniesiony został 30 września 1927 roku do 29 batalionu KOP w Suwałkach, do którego przybył 10 października. We wrześniu 1928 roku był oficerem materiałowym, a według stanów z 30 kwietnia i 31 października 1929 roku dowódcą 2 kompanii strzeleckiej. 7 listopada 1929 roku nadano mu Odznakę KOP „Za służbę graniczną”. 24 marca 1931 roku nadano mu Srebrny Krzyż Zasługi. Według wniosku awansowego: „Przy formowaniu baonu w trudnych warunkach organizacyjnych z dużym nakładem pracy i energii i dzięki swym zdolnościom osobistym zorganizował i postawił na właściwym poziomie cały aparat gospodarczy baonu. (...) na stanowisku dowódcy kompanii dzięki specjalnemu zamiłowaniu do służby wojskowej, położył wiele zasług w wyszkoleniu szeregowych, dowodem czego są uznania wyższych przełożonych”. Komendantem Rejonu PW KOP „Wilno” został wyznaczony 30 marca 1931 roku, a ubył 10 kwietnia. Przeniesiony do batalionu KOP „Niemenczyn” 4 czerwca 1932 roku. Za działalność niepodległościową w dniu 15 czerwca 1932 roku odznaczono go Krzyżem Niepodległości. Komendant Zgrupowania Obozów Letnich PW KOP „Rozewie” od 25 lipca do 21 sierpnia 1932 roku. Przeniesiony 9 maja 1933 roku do 5 pułku strzelców podhalańskich w Przemyślu.
Awansowany na majora w 1939 roku. W marcu 1939 w Centrum Wyszkolenia Piechoty w Rembertowie był wykładowcą taktyki piechoty. We wrześniu 1939 roku w walkach na przedmieściu Jarosławia dowodził III batalionem 155 rezerwowego pułku piechoty. Do czasu rozproszenia jednostki w dniu 11 września organizował obronę odcinka Sanu. Służył w Armii Polskiej we Francji. W czerwcu 1940 roku podczas walk dowodził II batalionem 4 Warszawskiego pułku strzelców pieszych. Podczas służby w Polskich Siłach Zbrojnych został odznaczony Orderem Virtuti Militari. Zmarł 2 maja 1946 roku w Perth. Pochowany na tamtejszym cmentarzu Wellshill.

## Ordery i odznaczenia
- Krzyż Srebrny Orderu Wojskowego Virtuti Militari nr 4973 (1921)
- Krzyż Niepodległości (15 czerwca 1932)[10]
- Krzyż Walecznych (1921)
- Złoty Krzyż Zasługi (18 lutego 1939)[11]
- Srebrny Krzyż Zasługi (19 marca 1931)[12]
- Odznaka pamiątkowa KOP „Za służbę graniczną” (7 listopada 1929)